# Locust Point (Baltimore)

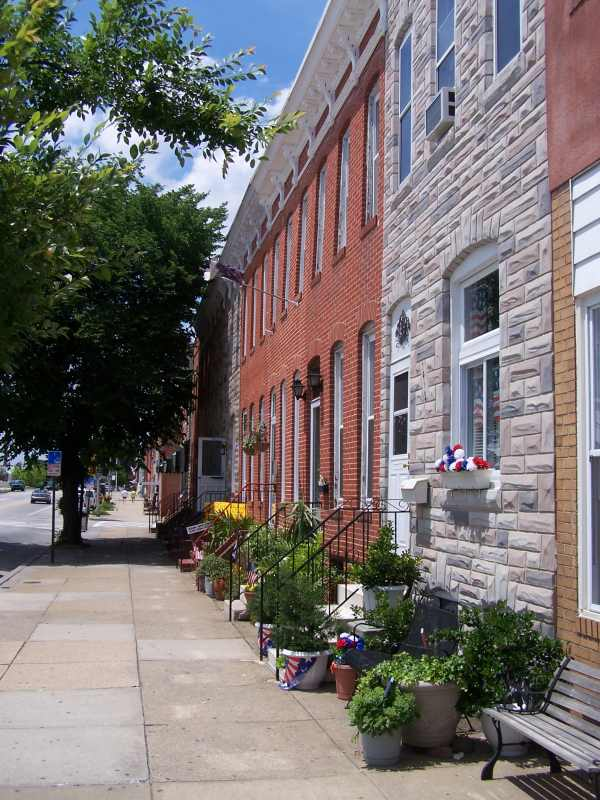
Traditionele rijwoningen in Locust Point.

Locust Point is een buurt in Baltimore, in de Amerikaanse staat Maryland. Ze ligt in South Baltimore, op een schiereiland in de Patapsco River. Locust Point ligt in de haven van Baltimore. Locust Point was vroeger het hart van de Pools-Amerikaanse, Iers-Amerikaanse en Italiaans-Amerikaanse gemeenschappen in Baltimore. Tegenwoordig is de buurt aan het gentrificeren onder invloed van de herontwikkeling van Tide Point en Silo Point. Ook bevindt Fort McHenry zich op het schiereiland.
De omgeving van Locust Point komt prominent in beeld in het tweede seizoen van de HBO-televisieserie The Wire, waarin de focus ligt op de havenarbeiders van Baltimore.